# إيغور جوليو
إيغور جوليو دوس سانتوس دي باولو (بالبرتغالية: Igor Julio dos Santos de Paulo) هو لاعب كرة قدم برازيلي، ولد في 7 فبراير 1998 في Bom Sucesso, Minas Gerais ‏ في البرازيل. لعب مع نادي ريد بل سالزبورغ.

## وصلات خارجية
- إيغور جوليو على موقع الاتحاد الأوربي (الإنجليزية)
- إيغور جوليو على موقع قاعدة بيانات كرة القدم.إي يو (الإنجليزية)
- إيغور جوليو على موقع ليكيب (الفرنسية)
- إيغور جوليو على موقع Soccerbase.com (لاعب) (الإنجليزية)
- إيغور جوليو على موقع Soccerway.com (الإنجليزية)
- إيغور جوليو على موقع عالم كرة القدم.نت (الإنجليزية)